# Mohammed al-Khilaiwi
Mohammed Al-Khilaiwi (en arabe محمد صالح الخليوي), né le 24 mai 1971 à Djeddah et mort d'une crise cardiaque dans cette ville le 12 juin 2013, est un footballeur international saoudien, qui évoluait au poste de défenseur.

## Biographie
Il joue de la fin des années 1980 au milieu des années 2000. Il fait l'essentiel de sa carrière avec le club d'Al Ittihad.
Il compte 163 sélections avec l'Arabie saoudite pour trois buts marqués. Il remporte avec la sélection la Coupe d'Asie des nations en 1996, il est également finaliste de la compétition en 1992 et 2000.

## Carrière

### En équipe nationale
- Coupe du monde :
  - 1994 : 8e de finale
  - 1998 : 1er tour

- Coupe d'Asie des nations :
  - 1992 : Finale
  - 1996 : Vainqueur
  - 2000 : Finale

## Palmarès
- Vainqueur de la Coupe d'Asie des nations 1996[2]